# Богданово (Ізносковський район)
Богданово (рос. Богданово) — присілок в Ізносковському районі Калузької області Російської Федерації.
Населення становить 11 осіб. Входить до складу муніципального утворення Селище Мятлево.

## Історія
Від 2004 року входить до складу муніципального утворення Селище Мятлево

## Населення
| 2002 | 2010 |
| ---- | ---- |
| 22   | ↘11  |